# البهائية في أذربيجان
إن تاريخ الدين البهائي في أذربيجان معقد ومتشابك مع التطورات المختلفة في تاريخ البلاد. ومن خلال هذه السلسلة من التغييرات، يتتبع خيط الدين البهائي تاريخه في المنطقة منذ اللحظات الأولى للدين البابي، الذي قبله البهائيون كدين سابق. شكل أتباع هذه الديانة مجتمعات في ناخيتشيفان قبل عام 1850. بحلول أوائل القرن العشرين، كان عدد أفراد المجتمع، الذي كان مركزه آنذاك في باكو، حوالي 2000 فردًا والعديد من الجمعيات الروحية المحلية البهائية، وقد سهل ذلك الاهتمام الإيجابي من قبل القادة الفكريين المحليين والإقليميين، والدوليين بالإضافة إلى الشخصيات القيادية العريقة في الدين. ومع ذلك، في ظل الحكم السوفييتي، كان المجتمع البهائي على وشك الانتهاء على الرغم من أنه سرعان ما أعيد تنشيطه بعد أكثر من 30 عامًا عندما خففت البيريسترويكا من الضوابط المفروضة على الأديان. وسرعان ما حشد المجتمع قواه وأعاد انتخاب جمعيته الروحية الوطنية في عام 1992. ربما استعاد عدد السكان البهائيين المعاصرين في أذربيجان، المتمركزين في باكو، ذروته بعد القمع الذي تعرضوا له في الحقبة السوفييتية، حيث بلغ عددهم حوالي 2000 نسمة، واليوم أصبح أكثر من 80% منهم من المتحولين، على الرغم من أن المجتمع في ناخيتشيفان، حيث بدأ كل شيء، لا يزال يعاني من مضايقات وقمع خطيرين. تقدر جمعية أرشيفات بيانات الأديان (بالاعتماد على الموسوعة المسيحية العالمية) عدد البهائيين بحوالي 1685 في عام 2010.

## البدايات

الخريطة الجيوسياسية

بدأ تاريخ الدين في أذربيجان عندما كانت المنطقة تحت حكم الإمبراطورية الروسية. خلال حركات الاستقلال الإقليمية خلال الحرب الأهلية الروسية، واستمرار جهود البروميثيوسم، ومؤخرًا منذ تفكك الاتحاد السوفييتي، كانت هناك أيضًا تطورات وتغييرات.

### المرحلة المبكرة
تشكلت مجموعة من أعضاء الديانة البابية في نخجوان وانتشرت قبل عام 1850 وكان معظمهم من المغتربين الفرس الذين فروا من الاضطهاد في بلاد فارس. هاجم الجيش الروسي، بقيادة الجنرال فاسيلي بيبوتوف، المجتمع الجديد الذي تشكل بسرعة كبيرة ويُعتقد أنه ضم أكثر من عشرة آلاف شخص.

### النمو خلال العصر البابي وأوائل العصر البهائي
منذ عام 1850، أنشأت مجتمعات صغيرة نفسها في أوردوباد، وباكو، وبالاخاني، غانجا، باردا، غويتشاي، ساليان، خيللي ( نفتشالا الحالية)، شاكي، شماخي. وبعد فترة وجيزة أصبح مجتمع باكو يضم أكبر عدد من المؤمنين في المنطقة، وفي عام 1860 حصل على الاعتراف الرسمي من السلطات. وقد اعترف المجتمع بالمنصب الجديد الذي أعلنه بهاءالله. وبعد فترة وجيزة، كان هناك المزيد من الوعي العام وبعض التأييد من قادة المجتمع الأوسع وفي الوقت نفسه وسعت الجماعة البهائية في باكو اتصالاتها مع المجتمعات البهائية الأخرى في روسيا وتركيا وعشق آباد وقامت بالكثير من العمل في طباعة المواد باللغة التركية. موسى ناجييف (1849-1919)، أحد أغنى مواطني أذربيجان في ذلك الوقت، يُعتبر بهائيًا حسب بعض المصادر الحديثة، بينما يذكر آخرون أنه كان مسلمًا. تبرع للجمعيات الخيرية الإسلامية وتلقى دفنًا إسلاميًا،  ولكنه شارك كعضو في الجمعية الروحية البهائية في باكو. وكان هناك أيضًا العديد من الشخصيات العامة قبل وبعد ذلك الذين يبدو أنهم كانوا معجبين بالدين أو حتى أعضاء فيه.

### الحد الأقصى للمجتمع المبكر
كانت العلاقات مع الحكومة جيدة حوالي عام ١٩٠٢، ولكن مع عامة السكان "... لم يكن لدينا هدوء مُرضٍ بسبب الشعب". وكانت جمعية باكو الآن على اتصال أيضًا بالمجتمعات البهائية في الولايات المتحدة. أُنتخب المجامع الروحانية المحلية البهائية في بالاخاني وباكو وغنجا وباردا وساليان. سافر تشارلز ماسون ريمي إلى هناك في عام 1908 ويصف المجتمع بإيجاز. ربما بلغ عدد أفراد المجتمع ذروته عند حوالي 2000 شخص، وهو ثاني أكبر عدد بعد مجتمع عشق آباد - انظر الإيمان البهائي في تركمانستان. لقد لعبت عائلة نخجواني العديد من الأدوار الرئيسية في الدين البهائي قبل العقود التالية وفي العقود التالية.
كان والد العائلة، ميرزا علي أكبر نخجواني، يترجم المراسلات من وإلى ليو تولستوي حوالي تسعينيات القرن التاسع عشر وساعد عبد البهاء في رحلاته إلى الولايات المتحدة في عامي 1911 و1912. وكان من بين أبناء علي أكبر جلال الذي ولد في عام 1917، وعلي الذي ولد في عام 1919. بعد وفاته حوالي عام 1920-1921، دعوت العائلة للإقامة في حيفا، وعملت زوجة علي أكبر وأخته كخدم في منزل عبد البهاء بعد وفاته، وساعدتا العديد من الحجاج الذين جاءوا إلى هناك. نشأ كلا الطفلين في النهاية وتلقيا تعليمهما في جامعة بيروت وانتقلا إلى مجموعة متنوعة من الأماكن للمساعدة في نشر الدين. انتقل كلاهما في البداية إلى إيران ثم إلى أفريقيا. ذهب جلال إلى دار السلام في تنزانيا ثم بعد سنوات إلى هامبورغ في ألمانيا الغربية حيث ساعد في تأسيس جمعية نويمونستر ثم أخيرًا إلى سيلكيرك في كندا حيث توفي قريبًا، على الرغم من أنه سافر وتحدث إلى مجموعات حتى أيامه الأخيرة. ساهم علي في نشر الدين من أوغندا عبر وسط أفريقيا إلى الكاميرون، وفي عام 1963 انتُخب لعضوية بيت العدل الأعظم، ثم أعيد انتخابه وخدم لمدة 40 عامًا قبل تقاعده.

### القمع الأول

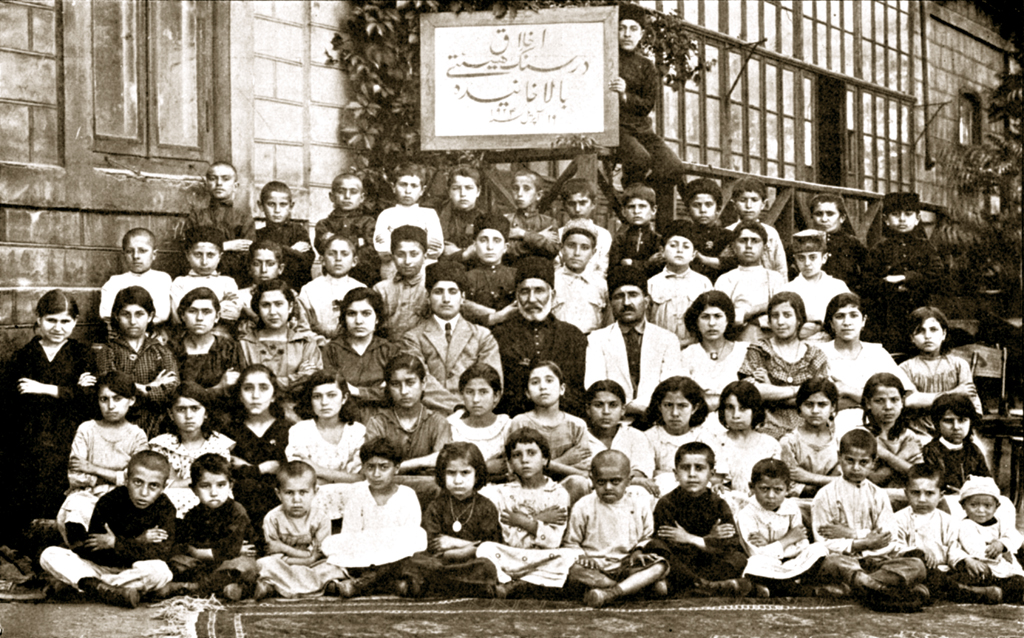
تظهر إحدى فصول "بناء الشخصية" البهائية في باكو عام 1926 مجموعة من الأطفال البهائيين وهم يتلقون تعليمات حول مبادئ تدريب الشخصية.

منذ عام 1922، أطلق المسؤولون السوفييت حملاتهم الأولية ضد البهائيين، بما في ذلك ترحيل المواطنين البهائيين الإيرانيين إلى إيران ونفي آخرين إلى سيبيريا، و حُظر المنشورات والمدارس، وكذلك الاجتماعات الجماعية. ومع ذلك، فقد حققت موجة جديدة من التنظيم الوطني مع انتخاب الجمعية الوطنية الإقليمية للبهائيين في القوقاز وتركستان في عام 1925. ومع ذلك، في عام 1928 وزعت الأوامر بين المجتمعات البهائية، مما أدى إلى تعليق جميع الاجتماعات، وقمع جميع الإدارات المحلية والوطنية. وقد فُرض حظر على جمع الأموال، و صُدرت أوامر بإغلاق نوادي الشباب والأطفال البهائيين. بحلول عام 1937 تقريبًا، لم يعد هناك سوى مجلس باكو وعشق آباد اللذين ما زالا يعملان، على الرغم من أن عضوية مجلس باكو انتُخبت ثلاث مرات في عامين، وذلك لأن أول مجموعتين من الأعضاء أُعتقلا بشكل جماعي ونفيهما إلى سيبيريا. المجموعة الثالثة كانت تتكون في الغالب من النساء. في عام 1937، بدأ السوفييت، بمساعدة الشرطة السرية السوفييتية وسياسة القمع الديني، حملة ضد البهائيين في 13 أكتوبر، وفي غضون أيام قليلة أُعتقل جميع أعضاء الجمعية الروحية في باكو وعشرات آخرين. أُعدم الرئيس. ولم تبدأ الجمعية الروحية في باكو في العمل مرة أخرى إلا في عام 1956، ولكن بحلول نهاية عام 1963 صُنفت على أنها مجرد جماعة، وليس جمعية. حُلت الجمعية الوطنية الإقليمية للقوقاز وتركستان.

### القمع الثاني
في نوفمبر 1982، جرت اعتقالات واسعة النطاق ومنهجية من قبل جهاز المخابرات السوفيتي (كي جي بي)، بما في ذلك اعتقال إس دي أسادوفا، وإي. إف. جاسيموف، وإي. جي أيوبوف، الذين أُستجوبوا لمدة 7 ساعات متواصلة، وكان عليهم كتابة تفسيرات من 10 صفحات. مُنعوا من إخبار أي شخص عن اعتقالهم و أُنهيت اجتماعات المجتمع.

## من البيريسترويكا
بحلول عام 1987، اختفى البهائيون تقريبًا في الاتحاد السوفييتي. ومع اقتراب البيريسترويكا، بدأ البهائيون في تنظيم أنفسهم والتواصل مع بعضهم البعض. منذ عام 1988، أصبح البهائيون في موسكو وعشق آباد ثم في باكو نشطين (انظر أيضًا الإيمان البهائي في أوكرانيا). ومع وجود أكثر من 20 بهائيًا في باكو في ذلك الوقت، ذهب ثلاثة فقط إلى وزارة الدولة للشؤون الدينية في أذربيجان، خوفًا من الاعتقالات، من أجل الإعلان عن نيتهم إعادة تأسيس الجمعية الروحية للبهائيين في باكو. وبحلول نهاية عام 1990، وبعد مرور ما يقرب من خمسين عامًا، أقيمت انتخابات الجمعية الروحية للبهائيين في باكو، وتلتها انتخابات غاندجا وبردا. وفي عام 1991 أعيد انتخاب الجمعيات الروحية في ساليان وبالاخاني. في عام 1992، اعتمد برلمان أذربيجان قانون الحرية الدينية، وحصل البهائيون على فرصة لتسجيل مجتمعاتهم رسميًا، و أُنتخبت الجمعية الروحية الوطنية للبهائيين في أذربيجان، والتي حُلت فعليًا منذ عام 1938. في عام 1993، أعطى مجلس إدارة وزارة العدل في جمهورية أذربيجان الإذن الرسمي لعمل الجماعة البهائية في باكو.
يسعى البهائيون في باكو إلى استعادة الممتلكات التي صُدرت خلال الحقبة السوفيتية - وخاصة المنزل الذي كان بمثابة المركز البهائي. ربما استعاد عدد السكان البهائيين في أذربيجان، المتمركزين في باكو، ذروته بعد القمع الذي تعرضوا له خلال الحقبة السوفييتية، حيث بلغ عددهم حوالي 2000 نسمة، مع أكثر من 80% من المتحولين. في عام 2005، قدرت جمعية أرشيفات بيانات الأديان (التي تعتمد جزئيًا على الموسوعة المسيحية العالمية) عدد البهائيين بنحو 1500. ويبدو أن تأثير البهائيين الأتراك، وليس الروس أو الإيرانيين، يلعب دوراً رئيسياً بين المتحولين إلى البهائية في أذربيجان. ومع ذلك، فإن المجتمع البهائي الصغير في نخجوان يتعرض للمضايقات من قبل السلطات ويفتقر إلى حرية تكوين الجمعيات. قُبض على أحد البهائيين البارزين في عام 2004. وزعم المسؤولون أنه لم يُسجن بسبب معتقداته الدينية، رغم أن المسؤولين حصلوا على وعد شفهي منه بعدم التحدث أكثر عن دينه لأي شخص.
تقدر جمعية أرشيفات بيانات الأديان (بالاعتماد على الموسوعة المسيحية العالمية) عدد البهائيين بحوالي 1685 في عام 2010.

## الحواشي
1. ↑  Naghiyev also had hoped to be buried in the Shia Muslim holy city of كربلاء, though he was not.[17]

## قراءة إضافية
- Soli Shahvar؛ Boris Morozov؛ Gad Gilbar (30 نوفمبر 2011). Bahaʼis of Iran, Transcaspia and the Caucasus, The Volume 1: Letters of Russian Officers and Officials. I.B.Tauris. ISBN:978-0-85772-068-9. مؤرشف من الأصل في 2016-12-22.

## روابط خارجية
- الجمعية الروحية الوطنية للبهائيين في أذربيجان نسخة محفوظة 2016-10-25 على موقع واي باك مشين.
- مجموعة فليكر لمجتمعات باكو وشيكي